# Planá nad Lužnicí (nádraží)
Planá nad Lužnicí je železniční stanice ve východní části města Planá nad Lužnicí v okrese Tábor v Jihočeském kraji nedaleko řeky Lužnice. Leží na dvoukolejné elektrizované trati Praha – České Budějovice (25 kV, 50 Hz AC).

## Historie
Železniční stanici dle typizovaného stavebního vzoru vybudovala soukromá společnost Dráha císaře Františka Josefa (KFJB) na trase nově budovaného spojení Vídně a Prahy s dočasnou konečnou stanici v Čerčanech, první vlak projel stanicí při zprovoznění úseku z Českých Velenic 3. září 1871. K otevření zbývající trasy do Prahy došlo 14. prosince téhož roku po dokončení železničního mostu přes Sázavu. Ten byl zpočátku provizorně postaven ze dřeva.
Po zestátnění KFJB v roce 1884 pak obsluhovala stanici jedna společnost, Císařsko-královské státní dráhy (kkStB), po roce 1918 pak správu přebraly Československé státní dráhy.
Koncem 70. let 20. století byla trať procházející stanicí elektrizována.

## Popis
Stanicí prochází Čtvrtý železniční koridor, vede tudy dvoukolejná trať. Roku 2007 byla rekonstruována a upravena dle parametrů na koridorové stanice: byla zvýšena průjezdová rychlost stanicí na 160 km/h, vznikla dvě bezbariérová vyvýšená nástupiště s podchody. Ze stanice je vyvedeno několik vleček do přilehlého průmyslového areálu.